# Konstantyn Laskarys (zm. 1501)

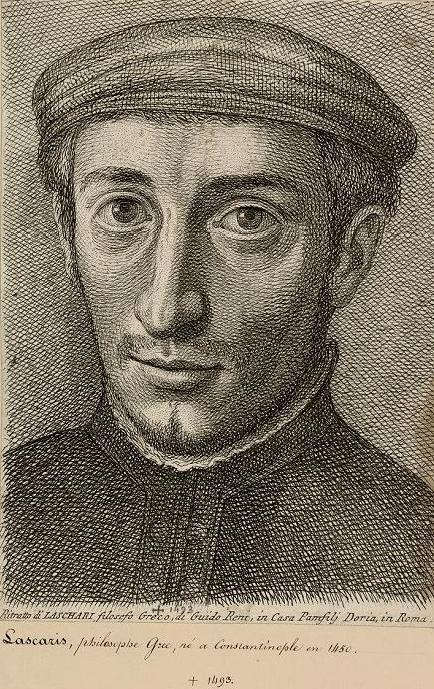
Konstantyn Laskarys

Konstantyn Laskarys (gr. Κωνσταντῖνος Λάσκαρις, ur. ok. 1434, zm. 1501) – gramatyk i kronikarz bizantyński. 

## Życiorys
Po upadku Konstantynopola uciekł przez Kretę, Rodos i Korfu do Włoch. Tam w 1476 wydano jego szkolną gramatykę grecką. Była to pierwsza książka grecka, która ukazała się drukiem. Napisał również traktat o składni czasownika. Jest także autorem kroniki przedstawiającej wydarzenia do końca XV wieku oraz zbioru listów. Po pobycie w Rzymie i Neapolu został w 1466 profesorem greki w Messynie.